# Evansville (Alaska)
Evansville és una concentració de població designada pel cens dels Estats Units a l'estat d'Alaska. Segons el cens del 2000 tenia 28 habitants.

## Demografia
Segons el cens del 2000, Evansville tenia 28 habitants, 12 habitatges, i 6 famílies La densitat de població era de 0,5 habitants/km².
Dels 12 habitatges en un 25% hi vivien nens de menys de 18 anys, en un 41,7% hi vivien parelles casades, en un 8,3% dones solteres, i en un 50% no eren unitats familiars. En el 33,3% dels habitatges hi vivien persones soles el 16,7% de les quals corresponia a persones de 65 anys o més que vivien soles. El nombre mitjà de persones vivint en cada habitatge era de 2,33 i el nombre mitjà de persones que vivien en cada família era de 3,33.
Per edats la població es repartia de la següent manera: un 28,6% tenia menys de 18 anys, un 7,1% entre 18 i 24, un 25% entre 25 i 44, un 14,3% de 45 a 60 i un 25% 65 anys o més.
L'edat mediana era de 34 anys. Per cada 100 dones hi havia 115,4 homes. Per cada 100 dones de 18 o més anys hi havia 100 homes.
La renda mediana per habitatge era de 53.750 $ i la renda mediana per família de 54.583 $. Els homes tenien una renda mediana de 30.833 $ mentre que les dones 0 $. La renda per capita de la població era de 15.746 $. Cap de les famílies i el 4,3% de la població estaven per davall del llindar de pobresa.

## Poblacions més properes
El següent diagrama mostra les poblacions més properes.